# Vela als Jocs Olímpics d'Estiu de 1928 - 12 peus Dinghy

12 peus Dinghy

Els 12 peus Dinghy va ser una de les tres proves de vela que es van disputar al camp de regates de Buiten Y durant els Jocs Olímpics d'Estiu d'Amsterdam de 1928. Hi van prendre part 23 navegants en representació de 10 països diferents. Es disputà entre el 2 i el 8 d'agost de 1928.

## Medallistes
| Or           | Plata         | Bronze        |
| Sven Thorell | Henrik Robert | Bertil Broman |

## Taula de regates
| ● | Event competitions | ● | Event finals |

| 12' Dinghy          | 1 – 10 11 – 20 | Parell Senars | 1 – 10 11 – 20 | Parell Senars | Dia de descans | ●● | ●● |
| Total medalles d'or |                |               |                |               |                |    | 1  |

## Resultats
En la primera fase de la competició les 20 tripulacions van competir en quatre regates. Cada regata es va dividir en dos grups segons el dorsal. A la primera i tercera regata el primer grup estava format per dorsals de l'1 al 10 i el segon grup pels dorsals de l'11 al 20. A la segona i quarta regata el primer grup estava format pels dorsals senars i el segon grup pels nombres parells. Cada tripulació va rebre un nombre de punts corresponent a la seva classificació a l'arribada al seu grup. Si una tripulació no acabava o no disputava la carrera s'atorgaven un nombre de punts igual al nombre de participants del seu grup.
En la segona fase de la competició hi van prendre part els deu participants que havien obtingut menys punts a la primera fase. En aquesta segona fase es van disputar quatre regates més. La classificació final anava donada pel nombre més gran de primers llocs en les vuit regates celebrades i en cas d'empat es tenia en compte el major nombre de segons llocs, tercers...

### 1 regata
| Números 1-10 | Números 1-10 | Números 1-10 | Números 11-20 | Números 11-20  | Números 11-20 |
| Pos.         | Nació        | Temps        | Pos.          | Nació          | Temps         |
| ------------ | ------------ | ------------ | ------------- | -------------- | ------------- |
| 1            | Noruega      | 1:48:49      | 1             | Finlàndia      | 2:01:47       |
| 2            | Dinamarca    | 1:49:06      | 2             | Bèlgica        | 2:03:33       |
| 3            | Alemanya     | 1:51:27      | 3             | Estats Units   | 2:04:19       |
| 4            | Hongria      | 1:52:38      | 4             | Regne Unit     | 2:06:01       |
| 5            | Itàlia       | 1:52:47      | 5             | Suècia         | 2:08:35       |
| 6            | Espanya      | 1:52:51      | 6             | Letònia        | 2:09:20       |
| 7            | Sud-àfrica   | 1:54:55      | 7             | Països Baixos  | 2:09:34       |
| 8            | Polònia      | 1:57:41      | 8             | Suïssa         | 2:10:28       |
| 10           | França       | DNF          | 9             | Àustria        | 2:10:33       |
| 10           | Mònaco       | DNF          | 10            | Txecoslovàquia | 2:13:37       |

### 2 regata
| Números senars | Números senars | Números senars | Números parells | Números parells | Números parells |
| Pos.           | Nació          | Temps          | Pos.            | Nació           | Temps           |
| -------------- | -------------- | -------------- | --------------- | --------------- | --------------- |
| 1              | Suècia         | 1:16:56        | 1               | Països Baixos   | 1:14:58         |
| 2              | Alemanya       | 1:17:33        | 2               | Finlàndia       | 1:17:13         |
| 3              | Dinamarca      | 1:19:15        | 3               | Sud-àfrica      | 1:19:12         |
| 4              | Letònia        | 1:19:38        | 4               | Itàlia          | 1:19:27         |
| 5              | Noruega        | 1:24:57        | 5               | Estats Units    | 1:20:15         |
| 6              | Espanya        | 1:26:10        | 6               | Regne Unit      | 1:25:22         |
| 7              | Suïssa         | 1:32:36        | 7               | França          | 1:25:30         |
| 10             | Hongria        | DNF            | 8               | Polònia         | 1:29:13         |
| 10             | Bèlgica        | DNF            | 10              | Mònaco          | DNF             |
| 10             | Àustria        | DNF            | 10              | Txecoslovàquia  | DNF             |

### 3 regata
| Números 1-10 | Números 1-10 | Números 1-10 | Números 11-20 | Números 11-20  | Números 11-20 |
| Pos.         | Nació        | Temps        | Pos.          | Nació          | Temps         |
| ------------ | ------------ | ------------ | ------------- | -------------- | ------------- |
| 1            | Alemanya     | 1:04:56      | 1             | Suècia         | 39:57         |
| 2            | Itàlia       | 1:05:00      | 2             | Regne Unit     | 40:27         |
| 3            | Noruega      | 1:10:50      | 3             | Estats Units   | 46:57         |
| 4            | Dinamarca    | 1:16:55      | 4             | Bèlgica        | 48:56         |
| 5            | Hongria      | 1:39:56      | 5             | Letònia        | 49:15         |
| 6            | França       | DNF          | 6             | Txecoslovàquia | 52:51         |
| 10           | Sud-àfrica   | DNS          | 7             | Suïssa         | DNF           |
| 10           | Mònaco       | DNS          | 10            | Àustria        | DNS           |
| 10           | Espanya      | DNS          | 10            | Finlàndia      | DNS           |
| 10           | Polònia      | DNS          | 10            | Països Baixos  | DNS           |

### 4 regata
| Números senars | Números senars | Números senars | Números parells | Números parells | Números parells |
| Pos.           | Nació          | Temps          | Pos.            | Nació           | Temps           |
| -------------- | -------------- | -------------- | --------------- | --------------- | --------------- |
| 1              | Noruega        | 1:19:29        | 1               | Finlàndia       | 1:23:54         |
| 2              | Suècia         | 1:19:36        | 2               | Països Baixos   | 1:24:00         |
| 3              | Alemanya       | 1:20:00        | 3               | Itàlia          | 1:24:50         |
| 4              | Dinamarca      | 1:23:17        | 4               | Estats Units    | 1:25:46         |
| 5              | Hongria        | 1:25:25        | 5               | Regne Unit      | 1:26:13         |
| 6              | Suïssa         | 1:26:14        | 6               | França          | 1:28:30         |
| 7              | Espanya        | 1:26:41        | 7               | Polònia         | 1:29:27         |
| 8              | Letònia        | 1:27:56        | 8               | Txecoslovàquia  | 1:37:51         |
| 9              | Bèlgica        | DNF            | 10              | Sud-àfrica      | DNS             |
| 10             | Àustria        | DNS            | 10              | Mònaco          | DNS             |

### Classificació després de la 4a regata
| Pos. | Nació          | 1a regata | 2a regata | 3a regata | 4a regata | Total |
| ---- | -------------- | --------- | --------- | --------- | --------- | ----- |
| 1    | Alemanya       | 3         | 2         | 1         | 3         | 9     |
| 1    | Suècia         | 5         | 1         | 1         | 2         | 9     |
| 3    | Noruega        | 1         | 5         | 3         | 1         | 10    |
| 4    | Dinamarca      | 2         | 3         | 4         | 4         | 13    |
| 5    | Itàlia         | 5         | 4         | 2         | 3         | 14    |
| 5    | Finlàndia      | 1         | 2         | 10        | 1         | 14    |
| 7    | Estats Units   | 3         | 5         | 3         | 4         | 15    |
| 8    | Regne Unit     | 4         | 6         | 2         | 5         | 17    |
| 9    | Països Baixos  | 7         | 1         | 10        | 2         | 20    |
| 10   | Letònia        | 6         | 4         | 5         | 8         | 23    |
| 11   | Hongria        | 4         | 10        | 5         | 5         | 24    |
| 12   | Bèlgica        | 2         | 10        | 4         | 9         | 25    |
| 13   | Suïssa         | 8         | 7         | 7         | 6         | 28    |
| 14   | Espanya        | 6         | 6         | 10        | 7         | 29    |
| 14   | França         | 10        | 7         | 6         | 6         | 29    |
| 16   | Sud-àfrica     | 7         | 3         | 10        | 10        | 30    |
| 17   | Polònia        | 8         | 8         | 10        | 7         | 33    |
| 18   | Txecoslovàquia | 10        | 10        | 6         | 8         | 34    |
| 19   | Àustria        | 9         | 10        | 10        | 10        | 39    |
| 20   | Mònaco         | 10        | 10        | 10        | 10        | 40    |

### Segona fase
| 5a regata | 5a regata     | 5a regata | 6a regata | 6a regata     | 6a regata | 7a regata | 7a regata     | 7a regata | 8a regata | 8a regata     | 8a regata |
| Pos.      | Nació         | Temps     | Pos.      | Nació         | Temps     | Pos.      | Nació         | Temps     | Pos.      | Nació         | Temps     |
| --------- | ------------- | --------- | --------- | ------------- | --------- | --------- | ------------- | --------- | --------- | ------------- | --------- |
| 1         | Suècia        | 1:18:55   | 1         | Noruega       | 1:20:56   | 1         | Suècia        | 1:36:09   | 1         | Països Baixos | 1:28:50   |
| 2         | Noruega       | 1:19:13   | 2         | Itàlia        | 1:21:58   | 2         | Finlàndia     | 1:36:46   | 2         | Suècia        | 1:32:16   |
| 3         | Finlàndia     | 1:19:28   | 3         | Suècia        | 1:21:59   | 3         | Itàlia        | 1:37:32   | 3         | Noruega       | 1:32:17   |
| 4         | Alemanya      | 1:19:29   | 4         | Alemanya      | 1:22:27   | 4         | Noruega       | 1:39:27   | 4         | Regne Unit    | 1:32:44   |
| 5         | Dinamarca     | 1:19:32   | 5         | Regne Unit    | 1:23:45   | 5         | Països Baixos | 1:39:41   | 5         | Itàlia        | 1:33:35   |
| 6         | Regne Unit    | 1:19:49   | 6         | Països Baixos | 1:24:07   | 6         | Alemanya      | 1:39:54   | 6         | Finlàndia     | 1:35:42   |
| 7         | Països Baixos | 1:20:03   | 7         | Estats Units  | 1:24:31   | 7         | Letònia       | 1:42:39   | 7         | Alemanya      | 1:35:49   |
| 8         | Letònia       | 1:21:11   | 8         | Dinamarca     | 1:24:37   | 8         | Regne Unit    | DNF       | 8         | Letònia       | 1:38:03   |
| 10        | Itàlia        | DNF       | 9         | Finlàndia     | 1:24:53   | 10        | Dinamarca     | DNS       | 10        | Dinamarca     | DNS       |
| 10        | Estats Units  | DNF       | 10        | Letònia       | 1:25:24   | 10        | Estats Units  | DNS       | 10        | Estats Units  | DNS       |

### Classificació final
| Pos. | Nació          | Regatista               | 1a regata | 2a regata | 3a regata | 4a regata | 5a regata | 6a regata | 7a regata | 8a regata | Total posicions de mèrit     |
| ---- | -------------- | ----------------------- | --------- | --------- | --------- | --------- | --------- | --------- | --------- | --------- | ---------------------------- |
| 1    | Suècia         | Sven Thorell            | 5         | 1         | 1         | 2         | 1         | 3         | 1         | 2         | 4 primers                    |
| 2    | Noruega        | Henrik Robert           | 1         | 5         | 3         | 1         | 2         | 1         | 4         | 3         | 3 primers                    |
| 3    | Finlàndia      | Bertel Broman           | 1         | 2         | 10        | 1         | 3         | 9         | 2         | 6         | 2 primers, 2 segons          |
| 4    | Països Baixos  | Willem de Vries Lentsch | 7         | 1         | 10        | 2         | 7         | 6         | 5         | 1         | 2 primers, 1 segon           |
| 5    | Alemanya       | Egon Beyn               | 3         | 2         | 1         | 3         | 4         | 4         | 6         | 7         | 1 primer                     |
| 6    | Itàlia         | Tito Nordio             | 5         | 4         | 2         | 3         | 10        | 2         | 3         | 5         | 2 segons                     |
| 7    | Dinamarca      | Jacob Andersen          | 2         | 3         | 4         | 4         | 5         | 8         | 10        | 10        | 1 segon, 3 quarts            |
| 8    | Regne Unit     | Harold Fowler           | 4         | 6         | 2         | 5         | 6         | 5         | 8         | 4         | 1 segon, 1 quart, 3 cinquens |
| 9    | Bèlgica        | Léon Huybrechts         | 2         | 10        | 4         | 9         |           |           |           |           | 1 segon, 1 quart             |
| 10   | Estats Units   | Manfred Curry           | 3         | 5         | 3         | 4         | 10        | 7         | 10        | 10        | 2 tercers                    |
| 11   | Letònia        | Kurts Klāsens           | 6         | 4         | 5         | 8         | 8         | 10        | 7         | 8         | 1 tercer, 1 cinquè           |
| 12   | Sud-àfrica     | Rupert Ellis-Brown      | 7         | 3         | 10        | 10        |           |           |           |           | 1 tercer                     |
| 13   | Hongria        | Raul Uhl                | 4         | 10        | 5         | 5         |           |           |           |           |                              |
| 14   | Espanya        | Santiago Amat           | 6         | 6         | 10        | 7         |           |           |           |           |                              |
| 14   | França         | Charles Laverne         | 10        | 7         | 6         | 6         |           |           |           |           |                              |
| 16   | Suïssa         | Henri Fivaz             | 8         | 7         | 7         | 6         |           |           |           |           |                              |
| 17   | Txecoslovàquia | Rudolf Winter           | 10        | 10        | 6         | 8         |           |           |           |           |                              |
| 18   | Polònia        | Władysław Krzyżanowski  | 8         | 8         | 10        | 7         |           |           |           |           |                              |
| 19   | Àustria        | Robert Johanny          | 9         | 10        | 10        | 10        |           |           |           |           |                              |
| 20   | Mònaco         | Émile Barral            | 10        | 10        | 10        | 10        |           |           |           |           |                              |